# 弗里涅默兹
弗里涅默茲（法語：Vrigne-Meuse，法語發音：[vʁiɲ møz]）是法國阿登省的一个市镇，位於該國東北部，属于沙勒维尔-梅济耶尔区。

## 地理
弗里涅默兹（49°42'10"N, 4°50'45"E）面积4.44 平方千米，位于法国大東部大區阿登省，该省份为法国北部内陆省份，西接埃纳省，南至马恩省，东临默兹省，北与比利时接壤。
与弗里涅默兹接壤的市镇（或旧市镇、城区）包括：栋勒梅尼勒、栋什里、默兹河畔努维永、巴尔河畔维莱、维维耶欧库尔、弗里涅欧布瓦。

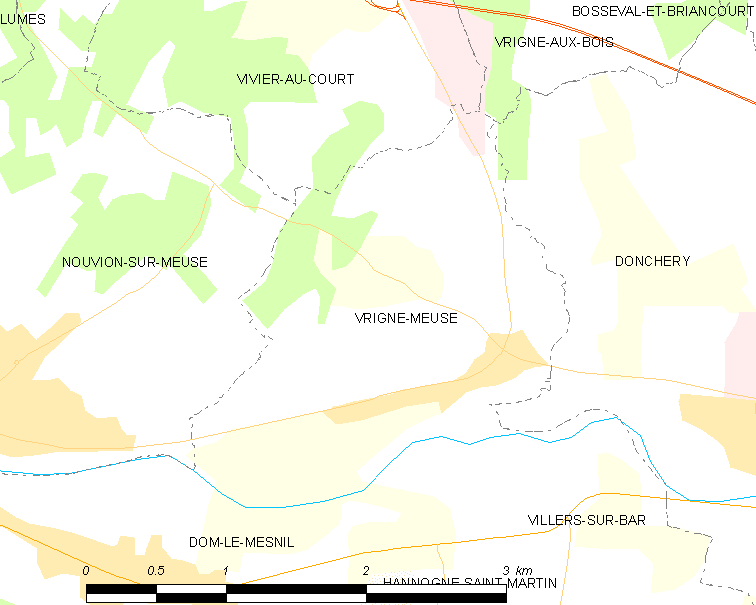
弗里涅默兹的OSM定位图

弗里涅默兹的时区为UTC+01:00、UTC+02:00（夏令时）。

## 行政
弗里涅默兹的邮政编码为08350，INSEE市镇编码为08492。

## 政治
弗里涅默兹所属的省级选区为默兹河畔努维永县。

## 人口

1962-2008年间弗里涅默兹人口变化图示

弗里涅默兹于2022年1月1日时的人口数量为332人。